# حورية البحر (فلم 2007)
حورية البحر (الروسية: Русалка) فيلم دراما كوميدي روسي. من إخراج وسيناريو آنا مليكيان. مقتبس من المسرحية التي كتبها هانس كريستيان أندرسن عام 1837 بعنوان «الحورية الصغيرة». لقد حقق نجاحًا كبيرًا في شباك التذاكر في روسيا، وفاز بالعديد من الجوائز، بما في ذلك مهرجان صندانس السينمائي لأفضل إخراج درامي. تم اختيار الفيلم ليكون مرشح روسيا لجائزة أفضل فيلم بلغة أجنبية في حفل توزيع جوائز الأوسكار الحادي والثمانون، ولكن لم يتم ترشيحه.

## القصة
في طفولتها، عاشت أليسا مع والدتها وجدتها في منزل قرب البحر، تنتظر عودة والدها، البحار الذي كانت والدتها على علاقة غرامية معه لفترة وجيزة. عندما علمت أليسا بعلاقة والدتها مع أحد نزلائهم، اعتبرتها خيانة من والدتها لأبيها، فأحرقت المنزل. بعد كسوف الشمس، توقفت أليسا عن الكلام. أُرسلت أليسا بعد ذلك إلى مدرسة للأطفال ذوي الإعاقات الذهنية، حيث اكتشفت قدرة سحرية تُمكّنها من تحقيق رغباتها. بعد رغبتها في الانتقال وتسببها في إعصار، انتقلت هي ووالدتها وجدتها إلى موسكو. على الرغم من حماس أليسا في البداية للانتقال، إلا أنها اضطرت إلى العمل في وظائف شاقة جعلتها بائسة. بعد عيد ميلادها الثامن عشر البائس، فكرت أليسا في الانتحار بالقفز من جسر. قبل أن تتمكن من القفز، يقفز رجل قبلها. فتصدم أليسا، فقفزت خلفه وأنقذت حياته. لتقع أليسا في الحب فجأة، وبدأت تتحدث مجددًا.

## الممثلون
- ماريا شالاييفا بدور أليسا تيتوفا.
- يفغيني تسيغانوف بدور ألكسندر "ساشا" فيكتوروفيتش.
- ماريا سوكوفا بدور والدة أليسا.
- أناستاسيا دونتسوفا بدور أليسا الصغيرة.
- إيرينا سكرينيتشينكو بدور ريتا.

## روابط خارجية
- مقالات تستعمل روابط فنية بلا صلة مع ويكي بيانات